# متنزه دلغان
متنزه دلغان هو متنزه سياحي يقع في منطقة عسير، بالمملكة العربية السعودية، ويمتد على مساحة تبلغ 440 هكتاراً، يتميز بانتشار كبير للصخور المتناثرة وعدة أنواع من الأشجار كالسنط والأكاسيا وغيرها، وهو مخصص للعائلات. ويوجد فيه جميع الخدمات.

## الموقع
يقع متنزه دلغان في جنوب شرق مدينة أبها بمنطقة عسير جنوب غرب المملكة العربية السعودية على طريق أبها - الفرعاء حيث يبعد 26 كلم عن أبها، وقد تم ربط هذا المكان بالأماكن المطورة الأخرى والمدن والمناطق المجاورة له بشبكة من الطرق الأسفلتية.

## الخدمات
يوجد في المتنزه العديد من الخدمات من طرق إسفلتية ومواقف سيارات ومقاعد وطاولات للتنزه، وملاعب واسعة ومراكز اتصالات واستعلامات، بالإضافة إلى دورات مياه وأماكن تجميع النفايات وغيرها، وقد تم تزويد جميع الخدمات بالكهرباء والماء والحراسة. 